# Harez Habib
Harez Arian Habib (født 20. februar 1982 i Kabul, Afghanistan) er en afghansk fodboldspiller, der spiller for tyske SpVgg Oberrad 05.

## Tidligere liv
Habib blev født i Kabul som ligger i Afghanistan, men flyttede i en alder af tre til Kassel i Tyskland. Formentlig flygtede de fra borgerkrigen i Afghanistan. Han flyttede i 2013 videre til Hamburg, og arbejdede som personalechef i en virksomhed i Oberursel.

## Karriere
Et år efter at han var kommet til Tyskland, begyndte han som fireårig at spille fodbold i den lokale klub, SV Nordshausen. Her spillede han i lang tid, indtil han som 16-årig skiftede til GSV Eintracht Baunatal stadig som ynglingespiller. Men i 2000/01 sæsonen skiftede Habib til amatørklubben SpVgg Olympia Kassel, hvor han skulle spille senior.
Han spillede i klubben sæsonen ud, indtil han igen vendte tilbage til sin barndomsklub, Eintracht Baunatal, dog som senior spiller denne gang. I 2003/04 sæsonen sluttede han sig til KSV Baunatal II hvor han spillede en sæson, inden han skiftede til VfL Kassel. Eftersom Habib altid havde haft store forventninger til sig selv, så hjalp det ikke ligefrem at VfL Kassel endte på en 10. plads i 2006/07, og det resulterede i et skifte igen. Denne gang skiftede han til FSC Lohfelden.
Han spillede i klubben i en enkelt sæson hvor han fik spillet 31 ligakampe og scorede seks mål for klubben. Herefter skiftede han i 2008/09 sæsonen til KSV Hessen Kassel. Her spillede han fra 2008-2010 hele 57 ligakampe, men blev af en eller anden grund rykket ned på klubbens reserve-senior hold. Han spillede i 2010-2012 for Hessen Kassel II, og scorede imponerende hele 41 ligamål i 39 kampe.
Habib fortsatte kursen mod succes, og skiftede i 2012/13 sæsonen til BC Sport Kassel hvor han fortsatte med at banke mål efter mål ind bag nettet. Her spillede han 44 ligakampe og scorede 30 mål. Han fik sin debut for klubben den 12. august 2012 i en 3-0 udesejr mod Eintracht Baunatal, da han kom i 71. minut erstattede den dobbelte målscorere Park Dae-Woong. Han blev kaptajn for klubben, men måtte i 2013 modvilligt opsige sin kontrakt med klubben, da han grundet arbejde var tvunget til at flytte til Hamburg.
Det tog ham noget tid at finde en ny klub, men i slutningen af januar 2014 sluttede han sig til SpVgg 05 Oberrad. Han fik sin debut for klubben den 16. marts 2014 imod SV Darmstadt II, hvor kampen endte 1-1.

### Landshold
Habibs fik sin debut den 26. oktober 2007 i en VM-kvalifikationskamp mod Syrien.
Han scorede sine to første mål den 4. juni 2008, da Afghanistan spillede i den Sydasiatiske Federation Cup mod Sri Lanka.